# ラランド (お笑いコンビ)
ラランド（英語: LALANDE）は、日本のお笑いコンビ。2021年2月まで芸能事務所には所属せずフリーで活動していたが、同3月からは個人事務所「レモンジャム」に所属している。出囃子はJJJの「wakamatsu」。

## メンバー
サーヤ（1995年12月13日 - ）（29歳）
ニシダ（1994年7月24日 - ）（31歳）

## 略歴
ニシダとサーヤは上智大学外国語学部イスパニア語学科の同級生として出会う。サーヤは初めてニシダと顔を合わせた時の第一印象について、早稲田も受かったと教室のすみで言いふらしていたため、印象は悪かったと述べている。
サーヤは入学前の大学の文化祭でお笑いサークル「Sophia Comedy Society｣（SCS）のライブを観て以来、SCSへの入会を決めていたものの、アカペラサークルにも入ろうと思い新入生歓迎イベントに参加する。同じイベントにニシダも参加していたが、2人ともアカペラサークルの雰囲気に馴染むことができず、入会を断念した。その帰り道、SCSの先輩から「学科に太った人か外国人がいたら連れて来てくれ」と頼まれていたことを思い出したサーヤは、アカペラサークルに馴染めなかった者同士という縁もあってニシダに声を掛ける。SCS入会後、ニシダの猛烈なアピールにより、同サークルにてコンビ「ラランド」を結成する。コンビ名の由来は、フランスの天文学者、ジェローム・ラランドが発見した星「ラランド21185」である。中高生時代に友人と「アポロン」というお笑いコンビを組んでいたサーヤが、現在のコンビ名も星にちなんだものが良いと思っていたため、この名前を付けた。
ニシダは上智大学に3年通った後中退するが、中退後も上智大学のサークルには通い続け、「ラランド」のコンビ活動は継続していた。
2019年、『M-1グランプリ2019』でアマチュアながら準決勝に進出した。アマチュアの準決勝進出は2009年の「いけばな教室」と「志ん茶」以来であり、準々決勝が導入されてからは初であった。この時、ニシダ（25）は上智大学3年生、サーヤ（23）は広告代理店の会社員であった。その後、ニシダは2度目の大学退学を経て、サーヤは広告代理店社員と芸人を兼務しながら、プロとして活動を歩み始める。
2020年4月5日にYouTubeチャンネル「ララチューン」を開設した。漫才の他、YouTubeでのオリジナル企画を配信している。
2020年6月14日に初の冠番組（ネットラジオを除く）『ラランドの化けの皮』（TBSラジオ）が放送された。同年9月29日よりTBSラジオで、レギュラー番組『ラランド・ツキの兎』が放送開始した。
2021年3月4日、サーヤを代表取締役社長、マネたくを代表取締役副社長、ニシダを社員とした個人事務所「レモンジャム」を設立した。マネたくは早稲田大学お笑い工房LUDO出身であり、大学卒業後はホリプロに就職し船越英一郎のマネジメントを担当していたが、ラランドが本格的に活動を始めるときに退社しラランドのマネジメントを担当を始めた。事務所設立と当時に同時に「大阪進出」として、大阪での活動を積極的に行っていくことを発表した。
2021年度「ブレイクタレントランキング」では7位にランクインした。
2022年3月29日、レモンジャム初の新規事業として、ニシダが普段背負っているリュックサックに、月額5万円で誰でも広告を掲出できる新サービス「ニシダ・アド」の広告枠の受け付けを開始した。
2024年12月7日、YouTubeチャンネル登録者数が100万人に到達したことを動画で報告。

## 芸風
- 主に下ネタの[要出典]コント漫才で、サーヤが多彩なキャラを演じながら軽快にボケるのが特徴。言いたいフレーズやキーワードを箇条書きにしたものを基に二人で話し合いながらネタを作成している。台本は書かず、その場で動画を撮ってネタを覚えていると話している[2]。
- 結果を残せるようになったのは、サーヤが広告代理店で勤務する中で、自分たちを商品として客観的に見ることが出来るようになったのが大きいと話している。かつては衣装も適当で、ネタもコアなファンにしか刺さらないような内容のものが多かったという[2]。
- サーヤは、ニシダの提案するネタはブラックか下ネタが多く、マス（大衆）向きじゃない、と評し、主にライブ向けのネタとしている[20]。

## 賞レースでの成績

### コンビ

#### M-1グランプリ
| 年度（回）       | 結果         | 順位                    | エントリー No.         | 会場                   | 日程     | 備考                                        |
| ---------------- | ------------ | ----------------------- | ---------------------- | ---------------------- | -------- | ------------------------------------------- |
| 2015年（第11回） | 1回戦敗退    |                         | 3305                   | 新宿シアターモリエール | 9月18日  | 欠席                                        |
| 2016年（第12回） | 2回戦進出    | 3307                    | 雷5656会館ときわホール | 10月11日               |          |                                             |
| 2017年（第13回） | 2回戦進出    | 2026                    | 雷5656会館ときわホール | 10月4日                |          |                                             |
| 2018年（第14回） | 1回戦敗退    | 2876                    | 新宿シアターモリエール | 9月23日                | 欠席     |                                             |
| 2019年（第15回） | 準決勝進出   | 予選22位 敗者復活戦11位 | 2419                   | NEW PIER HALL          | 12月4日  | ベストアマチュア賞 受賞                     |
| 2020年（第16回） | 準決勝進出   | 26位                    | 3007                   | NEW PIER HALL          | 11月17日 | 準々決勝敗退後、GYAO!ワイルドカード枠で復活 |
| 2021年（第17回） | 準々決勝進出 |                         | 2109                   | ルミネtheよしもと      | 11月17日 |                                             |

#### キングオブコント
| 年度             | 結果         | 会場                   | 日程    |
| ---------------- | ------------ | ---------------------- | ------- |
| 2022年（第15回） | 準々決勝敗退 | なかのZERO 小ホール    | 8月16日 |
| 2023年（第16回） | 準々決勝敗退 | 渋谷区文化総合センター | 8月15日 |
| 2024年（第17回） | 準々決勝敗退 | 渋谷区文化総合センター | 8月14日 |
| 2025年（第18回） | 準々決勝敗退 | 渋谷区文化総合センター | 8月14日 |

#### その他
- イイね（笑）グランプリ 2014年度 コメンテーター賞[23]
- お笑いサークル団体戦 NOROSHI2018 優勝（チーム「オデッセイ」として）[24]
- フリー芸人最強決定戦「THE VERY BEST OF FREE」2018 決勝進出[注 3][25]
- 芸歴5年未満の芸人による賞レース「THE VERY BEST OF FIVE」2019 決勝進出[26]

## 出演

### 現在のレギュラー番組
テレビ
- ラヴィット!（TBS、 2021年12月15日 - ）：不定期出演
- 沼にハマってきいてみた（NHK Eテレ、2022年4月4日 - ）：サーヤはレギュラー（※2代目MC）、ニシダは不定期

ラジオ
- ラランド・ツキの兎（TBSラジオ、2020年9月29日 - ）

インターネットラジオ
- ラランドの声溜めラジオ（お笑いラジオアプリGERA、毎週日曜20時放送）

### 過去のレギュラー番組
テレビ
- ラランドのコワくない。オンライン面接（NHK総合、4月6日（4月5日深夜） - 27日（26日深夜））
- ラランド「有象無象SHOW」（テレビ神奈川、2022年1月15日 - 6月4日）
- ネタパレ（フジテレビ）：不定期出演

インターネット番組
- ラランドキャリアTV（YouTube「はじめての転職チャンネル by キャリトレ」、2021年4月30日 - 2022年10月26日）
- 最強の時間割〜若者に本気で伝えたい授業〜（TVerオリジナル、2022年12月9日 - 2023年6月2日（全24話））：MC
  - TVerで学ぶ!最強の時間割（シーズン2）（TVerオリジナル、2023年11月3日 - 2024年4月5日）：MC

### 過去に出演した単発番組
テレビ
- 幸せ!ボンビーガール（日本テレビ、2021年1月12日・26日・2月2日・3月16日）：事務所設立までの過程がシリーズで特集された
- アナザースカイ（日本テレビ、2024年4月13日）：サーヤに密着（ニシダも出演）
- サンバリュ「犬とラーメンと赤ちゃん!」（日本テレビ、2024年7月28日・8月4日） - MC（令和ロマン、ヨネダ2000と共に）

ラジオ
- ラランドの化けの皮（TBSラジオ、2020年6月14日）

インターネット番組
- KILLAH KUTS（Amazon Prime Video）

- 罵倒村（2025年5月13日、Netflix）[38]

### 短編映画
- 点（YouTube、2024年3月31日20時公開） - ニシダ脚本/サーヤ主演[39]

### CM
ラジオ
- マイナビ（2020年2月、マイナビ Laughter Nightの番組内にて）

ウェブ
- クーナッツ「クーナッツ漫才大賞 supported by 食玩ジャパン」ラランド編（2020年、バンダイ×BEAMS JAPAN）
- ミツカン「酢あそび」（2022年）

テレビ
- FRISK（2021年10月 - ）

- パピレス「Renta!」
  - 「神木とRenta!の¥♡（ラブ）マンガ」篇（2024年9月12日 - ） - 神木隆之介と共演[43]

## ライブ・舞台

### 単独ライブ
- ラランド第1回単独ライブ「HIT US！」（2020年2月9日、16日、新宿バティオス）[44]
- ラランド第2回単独ライブ「祝電」（2020年9月19日、北沢タウンホール）[45]
- ラランドソロライブ in大阪「西西西#1」（2021年7月29日、ABCホール）[46]
- ラランド第3回単独ライブ「冗談」（2023年6月8日 - 10日、草月ホール / 6月15日、西文化小劇場/ 6月17日、西鉄ホール / 6月24日・25日、ABCホール） - 全9公演 ※東京6月10日、大阪6月24日については2公演実施[47]

・ラランド 単独ライブ 2024「爆爆」                        （2024年5月2日 - 5日、草月ホール / 5月10日 - 12日、ABCホール / 5月28日、ももちパレス・大ホール）全11公演 ※東京5月4日・5日、大阪5月11日については2公演実施

### 合同ライブ
- 余韻と脚色（2021年3月13日、座・高円寺2） - Aマッソ加納とのユニットライブ[49]

## 株式会社レモンジャム
株式会社レモンジャムは、東京都渋谷区渋谷に本社を置く日本の芸能事務所である。

### 概要
フリーで活動していたラランドの芸能事務所として、2021年2月25日に設立された。社長をサーヤが、副社長をマネージャーを務めてきた橋本拓哉が務める。ニシダは、正社員。

### 本社所在地
- 本社: 〒150-0002 東京都渋谷区渋谷2丁目14番13号